# Gilberto Noletti
Gilberto Noletti (9. květen 1941, Cusano Milanino, Italské království – 28. duben 2024, Forli, Itálie) byl italský fotbalový obránce.

## Kariéra

### Klubová
Vyrostl v milánském mládežnickém týmu, se kterým debutoval v nejvyšší lize v sezóně 1959/60. V sezoně 1961/62 byl poslán na hostování do druholigového Lazia, poté přešel, opět na hostování, do prvoligového Juventusu. Po návratu k Rossoneri, zde hrál 4 sezóny a stvořil pár s krajním obráncem s Pelagallim. S klubem prohrál finále Interkontinentálního poháru 1963 proti Santosu. V sezoně 1966/67 vyhrál domácí pohár.
Jeho kariéra se náhle přerušila v lednu 1967, když si během zápasu proti Boloni přetrhl Achillovu šlachu. Byl prodán do Sampdoria, ale kvůli následkům zranění nikdy nemohl nastoupit na hřiště. Po roce odešel do druholigového Lecca a následně do Sorrenta, kde zůstal tři sezóny. Poté hrál ještě v Casertaně a karieru ukončil v roce 1976 v Grossetu.

### Reprezentační
Za olympijskou reprezentaci odehrál jedno utkání na OH 1960, kde obsadil 4. místo.

## Statistika

### Klubová
| Sezóna             | Klub               | Liga               | Liga   | Liga       | Ligové poháry | Ligové poháry | Ligové poháry | Kontinentální poháry | Kontinentální poháry | Kontinentální poháry | Celkem | Celkem     |
| Sezóna             | Klub               | Soutěž             | Zápasy | Obdr. Góly | Soutěž        | Zápasy        | Obdr. Góly    | Soutěž               | Zápasy               | Obdr. Góly           | Zápasy | Obdr. Góly |
| ------------------ | ------------------ | ------------------ | ------ | ---------- | ------------- | ------------- | ------------- | -------------------- | -------------------- | -------------------- | ------ | ---------- |
| 1959/60            | Milán              | Serie A            | 1      | 0          | -             | 0             | 0             | -                    | 0                    | 0                    | 0      | 0          |
| 1960/61            | Milán              | Serie A            | 2      | 0          | -             | 0             | 0             | -                    | 0                    | 0                    | 0      | 0          |
| 1961/62            | Lazio              | Serie B            | 23     | 0          | IP            | 2             | 0             | -                    | 0                    | 0                    | 25     | 0          |
| 1962/63            | Juventus           | Serie A            | 14     | 1          | IP            | 3             | 0             | -                    | 0                    | 0                    | 17     | 1          |
| 1963/64            | Milán              | Serie A            | 13     | 0          | IP            | 1             | 0             | PMEZ                 | 1                    | 0                    | 15     | 0          |
| 1964/65            | Milán              | Serie A            | 27     | 1          | IP            | 1             | 0             | Vel.P                | 2                    | 0                    | 30     | 1          |
| 1965/66            | Milán              | Serie A            | 18     | 1          | IP            | 0             | 0             | Vel.P                | 0                    | 0                    | 18     | 1          |
| 1966/67            | Milán              | Serie A            | 14     | 0          | IP            | 2             | 0             | Stř.P                | 1                    | 0                    | 17     | 0          |
| Celkem za Milán    | Celkem za Milán    | Celkem za Milán    | 75     | 2          | -             | 4             | 0             | -                    | 4                    | 0                    | 83     | 2          |
| 1968/69            | Lecco              | Serie B            | 18     | 0          | -             | 0             | 0             | -                    | 0                    | 0                    | 18     | 0          |
| 1969/70            | Sorrento           | Serie C            | 23     | 3          | -             | 0             | 0             | -                    | 0                    | 0                    | 23     | 3          |
| 1970/71            | Sorrento           | Serie C            | 18     | 2          | -             | 0             | 0             | -                    | 0                    | 0                    | 18     | 2          |
| 1971/72            | Sorrento           | Serie B            | 34     | 1          | IP            | 4             | 0             | -                    | 0                    | 0                    | 38     | 1          |
| Celkem za Sorrento | Celkem za Sorrento | Celkem za Sorrento | 75     | 6          | -             | 4             | 0             | -                    | 0                    | 0                    | 79     | 6          |
| 1972/73            | Casertana          | Serie C            | 34     | 1          | -             | 0             | 0             | -                    | 0                    | 0                    | 34     | 1          |
| 1973/74            | Grosseto           | Serie C            | ?      | ?          | -             | 0             | 0             | -                    | 0                    | 0                    | ?      | ?          |
| 1974/75            | Grosseto           | Serie C            | ?      | ?          | -             | 0             | 0             | -                    | 0                    | 0                    | ?      | ?          |
| 1975/76            | Grosseto           | Serie C            | ?      | ?          | -             | 0             | 0             | -                    | 0                    | 0                    | ?      | ?          |
| Celkově            | Celkově            | Celkově            | 247+   | 10+        | -             | 13            | 0             | -                    | 4                    | 0                    | 264+   | 10+        |

### Reprezentační

#### Statistika na velkých turnajích
| Reprezentace | Rok     | Zápasy             | Zápasy | Zápasy    | Zápasy           | Zápasy           | Zápasy   |
| Reprezentace | Rok     | Fáze turnaje       | Datum  | Soupeř    | Odehraných minut | Vstřelené branky | Výsledek |
| ------------ | ------- | ------------------ | ------ | --------- | ---------------- | ---------------- | -------- |
| Itálie       | OH 1960 | 1 zápas ve skupině | 26. 8. | Tchaj-wan | 90               | 0                | 4:1      |

## Úspěchy

### Klubové

#### Národní
- vítěz italského poháru (1x)

Milán: 1966/67

### Reprezentační
- 1x na OH (1960)